# Ratanapol Sor Vorapin
Ratanapol Sor Vorapin (ur. 6 czerwca 1974) – tajlandzki bokser, dwukrotny mistrz świata IBF w kategorii słomkowej.

## Kariera zawodowa
Sor Vorapin zadebiutował na zawodowstwie w 1990 r. 10 grudnia 1992 r. reprezentant Tajlandii został mistrzem świata, pokonując niejednogłośnie na punkty mistrza świata Manny’ego Melchora. Taj obronił tytuł po raz pierwszy 14 marca 1993 r., pokonując byłego mistrza Nico Thomasa. Sor Vorapin znokautował rywala w 7. rundzie. 27 czerwca 1993 r. obronił tytuł, nokautując Filipińczyka Alę Villamora.
26 września 1993 r. doszło do prawdziwej kontrowersji w kolejnej obronie tytułu przez Taja. Jego rywalem był debiutant, który nigdy wcześniej nie stoczył walki zawodowej Domingus Siwalette. Debiutujący na zawodowstwie reprezentant Indonezji przegrał przez techniczny nokaut już w 4. rundzie.